# Tithaeus johorensis
Tithaeus johorensis is een hooiwagen uit de familie Tithaeidae. De originele naamcombinatie (protoniem) is Tithaeus johorensis Roewer, 1949. De huidige (vanaf 2023) geldig wetenschappelijke naam van Tithaeus johorensis Gaat terug op Carl Frederick Roewer.